# Gare de Rocamadour - Padirac
Gare de Rocamadour - Padirac vasútállomás Franciaországban, Rocamadour településen.

## Vasútvonalak
Az állomást az alábbi vasútvonalak érintik:
- Brive-la-Gaillarde–Toulouse-vasútvonal

## Kapcsolódó állomások
A vasútállomáshoz az alábbi állomások vannak a legközelebb:
- Gare de Saint-Denis-près-Martel
- Gare de Gramat